# 新包青天
新包青天可以指：
- 新包青天 (1994年电视剧)由华视及无綫电视联合制作的电视剧，金超群、何家劲、范鸿轩领衔主演（已被TVB禁播）
- 包青天 (亞洲電視劇集)，香港亚洲电视与河北电视台联合制作的剧集，金超群、吕良伟、范鸿轩领衔主演
- 新新包青天，香港亚洲电视与台湾电视公司联合制作的剧集，金超群、吕良伟、范鸿轩领衔主演
- 包青天 (2009年電視劇)，上海飞迈影视制作有限公司在2008年制作的电视剧，由93版原班人马主演
- 《包青天之七俠五義》（2010年）、《包青天之碧血丹心》（2012年）、《包青天之開封奇案》（2012年）：由金超群铁三角原班人马，在中国大陆續做包青天一系列電視劇

|  | 这是一个同类索引条目，列出擁有相同或近似名稱的同類型項目。 若您循內部連結來到此頁面，請考慮修正該，將其指向正確的條目。 |